# Kshidirpur
Kshidirpur é uma vila no distrito de Nadia, no estado indiano de Bengala Ocidental.

## Demografia
Segundo o censo de 2001, Kshidirpur tinha uma população de 9065 habitantes. Os indivíduos do sexo masculino constituem 52% da população e os do sexo feminino 48%. Kshidirpur tem uma taxa de literacia de 72%, superior à média nacional de 59,5%: a literacia no sexo masculino é de 77% e no sexo feminino é de 66%. Em Kshidirpur, 11% da população está abaixo dos 6 anos de idade.